# وجهات الخطوط الجوية العراقية
الخطوط الجوية العراقية تخدم المدن التالية: